# TOI-782
TOI-782 — одиночная звезда в созвездии Ворона на расстоянии приблизительно 170 световых лет (около 52,2 парсек) от Солнца. Звёздная величина диапазона T звезды — +12,288m.
Вокруг звезды обращается, как минимум, одна планета.

## Характеристики
TOI-782 — красный карлик спектрального класса M. Масса — около 0,397 солнечной, радиус — около 0,413 солнечного, светимость — около 0,01984 солнечной. Эффективная температура — около 3701 K.

## Планетная система
В 2024 году группой астрономов, работающих в рамках программы TESS, было объявлено об открытии планеты TOI-782 b.